# Pascal Dumontier
Pour les articles homonymes, voir Dumontier.
Œuvres principales
- Les Situationnistes et Mai 68 : théorie et pratique de la révolution, 1990

Pascal Dumontier est un universitaire et essayiste français, spécialiste du mouvement situationniste.

## Biographie
En 1990, il publie une étude consacrée au rôle de l'Internationale situationniste dans les événements de Mai 68. Il entretient alors une correspondance avec Guy Debord.
Par la suite, il continue à publier des textes d'analyse sociale dont la brochure Contre l'EdN : Contribution à une critique du situationnisme en 2001, texte écrit en collaboration avec D. Caboret, P. Garrone et R. Labarrière. Ce texte polémique s'en prend aux orientations de l'Encyclopédie des Nuisances.

## Publications
- Les Situationnistes et mai 1968 : théorie et pratique de la révolution (1966-1972), éditions Gérard Lebovici, 1990.

### Correspondance
- Guy Debord, Correspondance, volume 7, Fayard, 2008. Les lettres de Guy Debord à Pascal Dumontier se trouvent dans ce volume.

### Préface
- André Bertrand, André Schneider, Le scandale de Strasbourg mis à nu par ses célibataires, même, L'Insomniaque, 2018.